# 吉野神宮

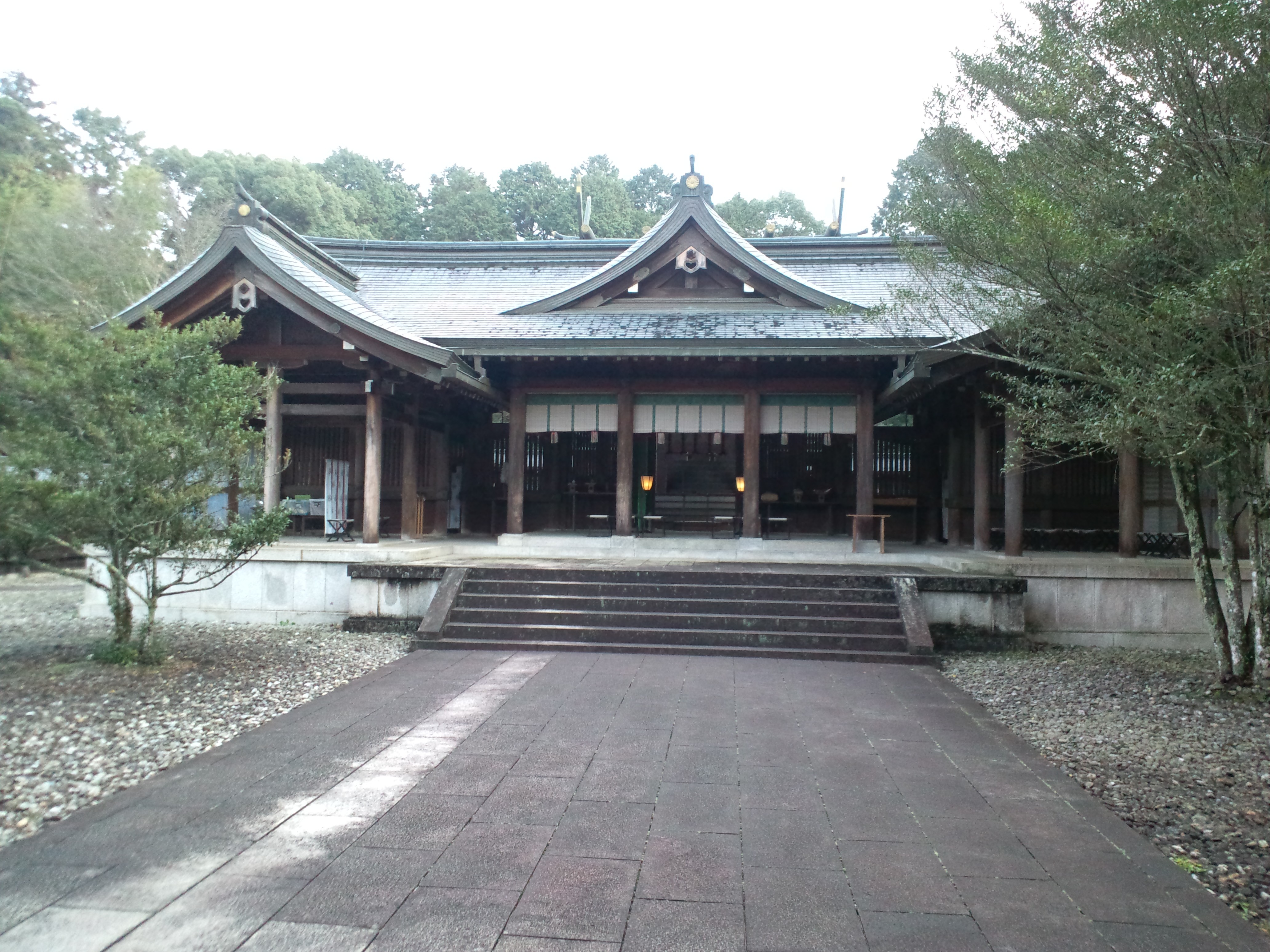
幣殿

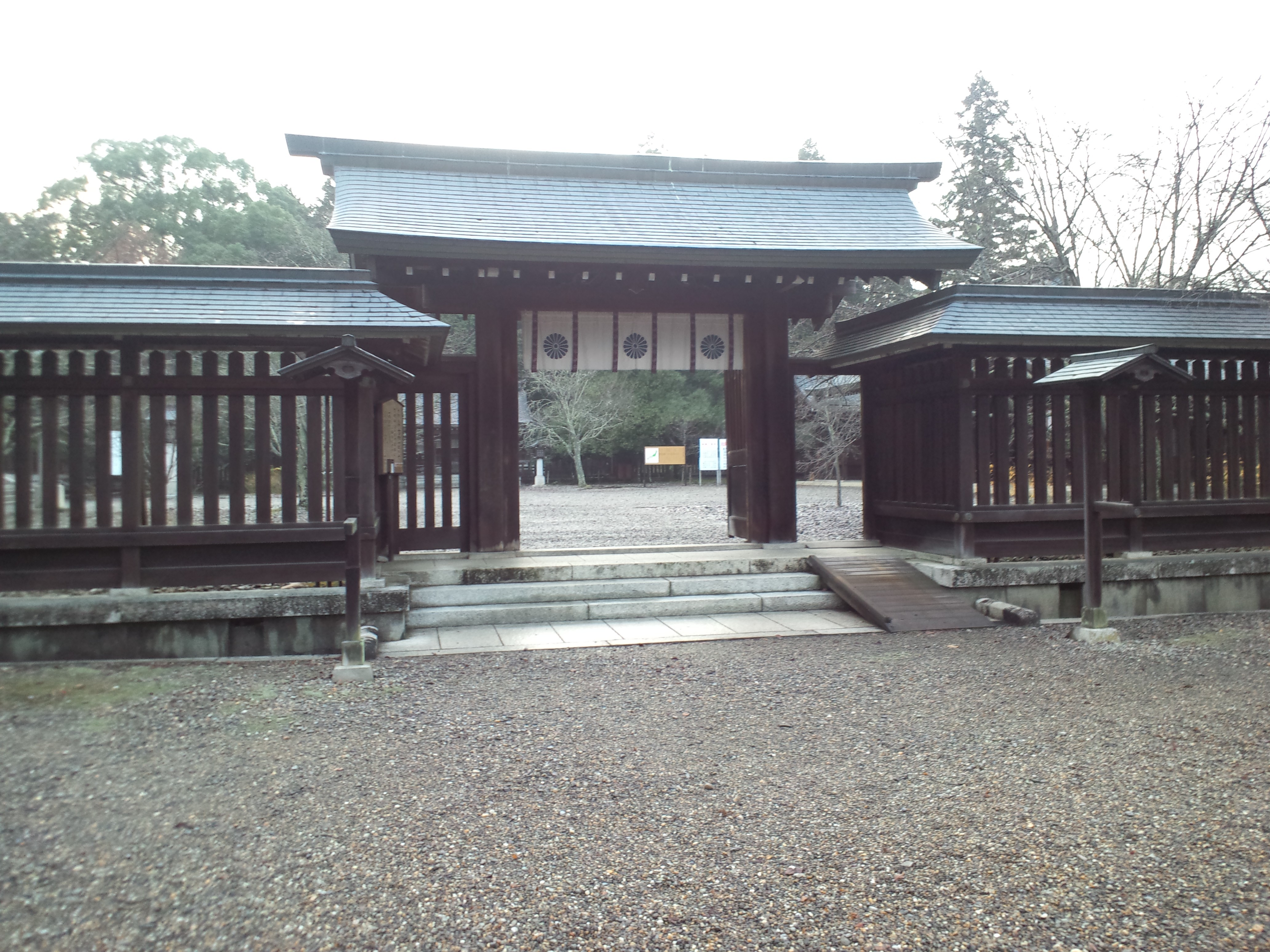
東門（国の重要文化財）

吉野神宮（よしのじんぐう）は、奈良県吉野郡吉野町吉野山にある神社。祭神は後醍醐天皇。建武中興十五社の一社。旧社格は官幣大社で、現在は神社本庁の別表神社。旧社名：吉野宮。

## 歴史
南朝の後村上天皇は、父の後醍醐天皇が1339年（延元4年）に崩御した後、その像を吉野・吉水院に安置した。以降、仏教式の供養が行われていたが、明治時代に入って神仏分離が行われると1873年（明治6年）に吉水院は後醍醐天皇を祭神とする後醍醐天皇社という神社に改められ、2年後に吉水神社と改称した。この時、太政官政府は官費（国費）で後醍醐天皇を祭神とする別の神社を創建する考えを表明したが、そのまま棚上げになって時が経った。
1889年（明治22年）6月22日に、後醍醐天皇を祀る官幣中社・吉野宮の創建が明治天皇の意向で決定した。1892年（明治25年）に社殿が竣工して、吉水神社から後醍醐天皇像を移して遷座祭が斎行された。1901年（明治34年）8月8日に官幣大社に昇格する。
1918年（大正7年）に吉野神宮に改称し、1923年（大正12年）には境内が拡張される。
1927年（昭和2年）に現・本殿が上棟、祝詞舎が完成する。1928年（昭和3年）、現・拝殿が竣工する。1929年（昭和4年）には神門が竣工。1930年（昭和5年）、大鳥居が竣工する。1998年（平成10年）、現・斎館が完成した。
本殿・拝殿・神門はかつて後醍醐天皇が京都の御所への帰還を熱望していた心情を汲んで、京都の方角を向き、北向きに建てられている。総檜造。近代神社建築の代表とされる。
1948年（昭和23年）に神社本庁の別表神社に加列されている。
境内は、桜の名所であり、金剛山や葛城山が遠望できる。

## 祭神
- 主祭神 - 後醍醐天皇

## 境内
- 本殿（重要文化財） - 1927年（昭和2年）建立[3]。
- 幣殿
- 透塀（重要文化財）
- 裏門（重要文化財）
- 拝殿（重要文化財） - 1928年（昭和3年）建立。
- 廻廊（重要文化財）
- 神庫（重要文化財）
- 祝詞舎（重要文化財） - 1927年（昭和2年）建立。
- 楽舎（重要文化財）
- 御影神社 - 祭神：日野資朝、日野俊基。南朝の忠臣。摂社。
  - 本殿（重要文化財）
- 船岡神社 - 祭神：児島範長、児島高徳、桜山茲俊。南朝の忠臣。摂社。
  - 本殿（重要文化財）
- 滝桜神社 - 祭神：土居通益、得能通綱。南朝の忠臣。摂社。
  - 本殿（重要文化財）
- 摂社拝殿（重要文化財）
- 東門（重要文化財）
- 神門（重要文化財） - 1929年（昭和4年）建立。
- 宿衛舎（重要文化財）
- 神饌所（重要文化財）
- 修祓所（重要文化財）
- 参集殿（重要文化財）
- 斎館 - 1998年（平成10年）築。

## 文化財

### 重要文化財（国指定）
- 吉野神宮 26棟3基（建造物） - 2022年（令和4年）9月20日指定[4]。
  - 本殿（附 棟札1枚）
  - 祝詞舎
  - 楽舎 2棟
  - 裏門及び透塀
  - 神庫
  - 拝殿
  - 廻廊 2棟
  - 内玉垣（南・東・西各門1所付）
  - 神門（脇扉附属）
  - 神符授与所
  - 宿衛舎
  - 摂社御影神社本殿
  - 摂社船岡神社本殿
  - 摂社瀧櫻神社本殿
  - 摂社拝殿（両脇玉垣附属）
  - 東門
  - 外玉垣（西門1所付）
  - 表手水舎
  - 裏手水舎
  - 修祓所 1基
  - 神饌所
  - 井戸屋形
  - 制札屋形
  - 大鳥居 1基（附 石玉垣2基）
  - 裏鳥居 1基（玉垣附属）
  - 参集殿

以上の建造物は、国の登録有形文化財への登録を経て、2021年（令和3年）3月27日に奈良県指定有形文化財に指定されていた。

### 国登録有形文化財
- 表鳥居

## 年中行事
- 1月1日　元旦祭
- 1月3日　元始祭
- 2月17日　祈年祭
- 4月第3日曜日　春の大祭（建武中興記念祭）
- 7月31日　夏越大祭
- 9月27日　秋の大祭（後醍醐天皇崩御日）
- 12月23日　天長祭
- 12月31日　大祓

## アクセス
- 鉄道：近畿日本鉄道吉野線吉野神宮駅より約1km。
- 道路：国道169号